# NEO AQUARIUM -甲殻王-
『NEO AQUARIUM -甲殻王-』（ネオアクアリウム こうかくおう）は、日本の同人サークル「Nussoft」によるWindowsパソコン用アクションゲーム（シェアウェア）。甲殻類を中心とした海洋生物の戦いを描く、同人ゲームソフトである。

## 概要
3DCGで描かれた海を舞台に、リアルに表現されたエビやカニ、フジツボといった海洋生物を操作して、コンピュータや他のプレイヤーの操るキャラクターと戦う。自分のキャラクターを背後から見る「三人称視点」の対戦アクションゲームである。登場する海洋生物たちは、ハサミで相手を掴んだり自切や脱皮など実際の生態に見られる行動のほか、光線を発射したり身体の一部をミサイルのように飛ばしたりできる。1人用モードのほか、ゲームパッドを複数接続したりインターネットを介した対戦もできる。

## 開発・受賞歴
2008年頃から『BattleShellfish』の表題で開発され、その年に開催された「2008アジアデジタルアート大賞」にてエンターテインメント（産業応用）部門大賞（経済産業大臣賞）を受賞、2009年に現在の表題へと改題し、同年に開催された「第15回学生CGコンテスト」（文化庁メディア芸術祭協賛事業）にてエンターテインメント賞を受賞した。
その後、2010年に体験版が公開され、2011年3月31日に同人ショップでの委託販売が始まった。
さらに、2015年にはダウンロード販売サービス・Steamでの配信を目標としたユーザ参加企画・SteamGreenlightを通過し、最終的にSteamでの配信に至った。

## ゲームシステム
※この節では便宜上、プレイヤーの操作する海洋生物を「自機」と表記する。また、各キャラクター独自の性能については登場キャラクター節を参照。
本作は、キーボードもしくは6ボタン以上のゲームパッドで遊ぶことができる。
キャラクターの移動は基本的にカーソルキーとShiftキー（浮上）で行う。
本作では相手のLIFEゲージを0にして勝ち進むことで勝利となる。
キャラクターの基本的な攻撃手段としては直進する弾を撃つ「ショット」、目標を追尾する弾を撃つ「ホーミングショット」、近くを攻撃したりホーミングショットを打ち消せる「近接攻撃」がある。
一部のキャラクターは、敵やステージ内にいるイソギンチャクなどの「小型生物」をつかんで移動させたり、相手に投げつけたり、自分の支配下に置いたりすることができる。自機の支配下に置かれた小型生物は、自機と一緒に相手を攻撃する。
パワーゲージは時間経過によって上昇し、値に比例して攻撃能力が上がる。パワーゲージを消費することでスキル攻撃をしたり、脱皮を行うことができる。スキル攻撃はスキルゲージを溜める量によって内容が3段階に変わるが、パワーゲージの上限値までしか溜められない。
スキル攻撃は操作キャラクター毎に異なる攻撃が3種類ずつあり、光の剣のようなものを一定時間持続させるものや、強力なレーザー光線を発射するものなどがある。また、スキル発動時には、周囲の敵弾を打ち消すことができる。
また、身体の部位を切り離し、切り離した部位を本体から分離して攻撃に活用することができる。一方で部位の欠損によるデメリットもあり、例えば足を失うと移動速度や旋回能力が低下する。
部位を損失した場合はパワーゲージをすべて消費して脱皮をすることにより、元の姿に戻ることができる。その際、小型生物や敵の部位を破壊した際に生じる有機物を取り込むことにより、パワーゲージの上限を上げることができる。
一方で、有機物が多く発生した場合は、好気バクテリアによる生分解活動で酸素が低下し、パワーゲージの自然回復速度が低下する。
本作では、一人用のモードである「ストーリーモード」と、最大4人までプレイ可能な「フリーモード」、IP通信による対戦モードの「ネットワークモード」、そして人間との戦いを描いた「EXモード」が収録されている。
ストーリーモードをクリアするとパーツが手に入り、独自のアクアリウムを構築できる。これは鑑賞用としてだけでなく、戦闘に有利な環境を作ることができる。

## 舞台設定
本作は、海底空間の一部を別の場所へと切り出す超時空間技術「Network Environment Organizable AQUARIUM System」（通称：NEO AQUARIUM SYSTEM）が発展した近未来を舞台としている。
作中世界では家庭の茶の間の空中に海底空間を現出させることが人々の間で流行っており、文字通り水槽や水族館のように、人工的に環境を整備することができる。ゲーム上は、プレイヤーや対戦相手の操る海洋生物の生息域、即ち生物毎のゲームステージであり、「次元連結鳥居」によって他のアクアリウムと連結される。
本作に登場する海洋生物は、NEO AQUARIUM SYSTEMによって異空間と接触したために環境変化に適応すべく、急激に変異した個体という設定であり、光線を発射するなど従来の生態に無い活動もその変異に由来する。その変化は甲殻類に於いて顕著で、この世界の人々は、海洋生物のこのような変化を利用して、互いを戦わせて楽しもうと考えた。

## 登場キャラクター
本作に登場するキャラクターは、「実在の生物が突然変異を起こした個体」という設定のため、出自や戦闘動機などの性格付けは行われていない。他方、ゲーム上の性能としては、各々異なる特徴を持つ。

### 初期キャラクター
※ゲームの初期起動時から使えるキャラクター。それぞれの特徴は、取扱説明書の記載に基づく。
伊勢海老
機動力と攻撃力が高い反面、部位耐久力が低めで、小型生物などを持ち運ぶためのCARRYゲージが短い。オーソドックスな性能とされている。
ズワイガニ
部位耐久力と攻撃力が高い反面、広い横幅が災いして攻撃に当たり易い。また、向きに対して前進・後退ではなく、横歩きをする。
アサヒガニ
機動力と部位耐久力が高く、スキルLv.1使用によって地中に潜ることができる。
イシダタミヤドカリ
背後からの敵の通常攻撃を防ぐ貝がらを背負っているので防御力に優れ、前肢の左右によって異なる近接攻撃を繰り出すことができるが、機動力が低く、部位も少ない。貝がらを破壊されても、スキルを使用すると地中から貝を召喚できる。
フジツボ
繁殖によって移動する特殊なキャラクターであり、数多く繁殖できれば強力な攻撃力を発揮する。
この生物は、浮上の代わりにキプリス幼生を発射し、それが海底に定着すると「本体」が移動する。即ち、元の個体を残したまま、最後に成体となった個体に操作主体が移る。そうして繁殖した全てのフジツボは同様の攻撃力を持ち、繁殖した全個体は本体の攻撃に合わせて敵を攻撃する。なお、個体数は最大10体で、それ以降は幼生を射出する度に最も古い個体が消滅する。また、射出された幼生は定着するまでの間は他と同様に移動できるが、幼生の状態で被弾すると追加ダメージを受ける。

### 追加キャラクター
以下のキャラクターは、一定条件を満たすと解放されるキャラクターである。
タラバガニ
シャコ
アノマロカリス
人間
水中銃を持ったダイバー。甲殻類と違い、脱皮できないなどの制限がある。
海老塚伊勢
イセエビをモチーフにした少女のようなキャラクター。人間と同様、脱皮できないなどの制限がある。公式サイトでは、ズワイガニをモチーフにした「蟹山楚」と共に、MikuMikuDance用モデルも配信されている。

## 評価
窓の杜の芹澤正芳と、4Gamer.netのgingerは、リアルな海洋生物と弾幕系シューティングのような派手さとの組み合わせを、シュールでありつつもゲーム性は高いと評している。
このほかにも本作は晋遊舎「iP!」2011年10月号（2011年8月29日発売）、マイクロマガジン社「シューティングゲームサイド」Vol.3（2011年9月24日発売）にも掲載された。